# George James Allman
George Allmann (Cork, 1812 - ?, 24 november 1898) was een Iers bioloog.
Hij studeerde eerst rechten en medicijnen op de Royal Academical Institution in Belfast, maar zijn belangstelling ging vooral uit naar mariene biologie. Hij werd hoogleraar in Dublin (1844-1856) en daarna tot 1870 in Edinburgh. 
Hij specialiseerde zich in mosdiertjes (Polyzoa of Bryozoa) en hydroïdpoliepen. Hij heeft veel monografieën geschreven en was lid van de Royal Society.